# LG UX
LG UX(엘지 유엑스)는 LG전자가 자사의 안드로이드 기반 스마트폰에 사용하는 사용자 인터페이스이다. 원래 이름은 LG 옵티머스 UI였으며, 2013년 LG 옵티머스 브랜드가 폐지되면서 2015년 초 LG G4를 시작으로 LG UX라는 새로운 이름과 넘버링을 채택했다. 매년 상반기에 출시되는 LG G 시리즈의 넘버링에 맞추고, 하반기에 출시되는 LG V 시리즈에는 개선점을 추가해 + 버전을 탑재한다.

## 역사

### 옵티머스 UI
본래 2011년부터 LG전자의 스마트폰과 태블릿 PC 제품군에 사용되는 UI였다. 프리미엄부터 보급형 제품군까지 동일하게 사용되었다. 하지만, 2013년 8월에 LG전자가 LG G2를 기점으로 옵티머스 브랜드를 폐지하기로 결정하면서, 2015년에 결국 폐지되었다.

### LG UX
2015년, LG전자는 기존의 LG 옵티머스 UI를 대신해 LG G4를 시작으로 이름과 네이밍을 변경한 LG UX를 공개했다. LG UX는 LG G 시리즈에 넘버링을 맞추고, LG V 시리즈에는 개선점을 포함한 +버전을 출시한다.

## 기능
- 노크 코드
- 스마트 닥터

## 버전 역사

### LG UX 6.0 / 6.0+
2016년, LG G6의 출시와 함께 출시된 LG UX의 6번째 메이저 버전이다. LG G6의 정식 공개 전인 2016년 2월 15일에 유튜브를 통해서 UX를 선공개했다. LG G6에서 새롭게 탑재된 18:9 화면비의 풀비전 디스플레이에 맞춘 스퀘어 UX(Square UX)를 주요 특징으로 잡았다. 베젤리스 스마트폰들이 18:9 화면비를 채택함에 따라, 2:1의 황금비에 가까운 화면이 구현되었다. 그래서 앱을 실행했을 때 2개의 정사각형으로 나뉘어서 표시가 되고, 잠금을 해제할때도 두 개의 정사각형을 이용한 UI도 구현했다. 멀티테스킹 모드도 2개의 정사각형으로 표시한다.

### LG UX 7.0
LG G7 ThinQ에 최초 탑재된 새로운 UX이다. LG UX 7.0은 LG UX 6.0+보다 아이콘 크기가 작아졌으며 설정 메뉴 아이콘 색상이 파스텔톤으로 변경되었다. 기본홈 폴더의 배경이 투명으로 바뀌었다. 또한 홈&앱서랍에서 앱서랍 아이콘을 숨기고 Samsung Experience처럼 화면을 위로 스와이프하여 앱 서랍을 열 수 있게 되었다. 그리고 스마트 설정이 상황 인지로 명칭이 바뀌었다. 또한 Q보이스의 UI가 변경되었다.

### LG UX 8.0
2019년에 공개된 새로운 LG UX 버전이다.
Seamless 배경화면이 추가되었으며 Always On Display 화면에서도 적용이 가능하다. 기본 애플리케이션의 아이콘 아기자기하게 바뀌었으며 알림창 디자인이 순정 안드로이드 파이와 비슷하게 모서리가 둥근 모양으로 적용되었다. 또한 카메라 인터페이스의 모드 메뉴가 하단으로 옮겨졌으며 슬라이드 방식으로 변경되었다.
추가된 기능으로는 모비즌과 유사한 기능인 화면 녹화 기능이 있으며 Always On Display에 상황 인지에 기반하여 유용한 정보를 제공하는 AI Pick 기능과 주차 도우미와 지하철 알리미 기능이 탑재되었다.
2019년 6월 15일, LG전자 MC사업부 산하 SW업그레이드센터가 한국 시장에서 주최한 LG모바일 고객초청 행사에서 이석무 센터장이 안드로이드 9 파이 업그레이드 대상 기기는 사용자 인터페이스 또한 LG UX 8.0로 업데이트할 것이라고 밝혔다.

### LG UX 9.0
2019년 9월 5일, LG V50S ThinQ 발표와 함께 공개된 LG UX버전이다.
안드로이드 10 개발자 버전에 추가되었던 데스크탑 모드를 정식으로 지원한다.
그 동안 UI가 불편하다는 평을 듣던 LG 스마트폰었지만 해당 버전부터 여러 가지 문제점을 개선하면서 전반적으로 깔끔해졌다는 평이 대다수이다.

### VELVET UI
VELVET UI는 LG UX 9.0의 편의성 강화 목적으로 개발된 UI로, LG VELVET의 기본 배경화면이 탑재되어 있다.

### WING UI
VELVET UI의 편의성 강화 목적으로 개발된 UI로, 세컨드 스크린 전용 UX가 탑재되었다. 대부분이 VELVET UI와 동일하며, 일부 개선된 부분은 다음과 같다.

### LG UX 10.0
2021년에 공개할 예정이었던 LG UX 버전이다.
둥글둥글한 모서리의 디자인을 가진 아이콘에서 약간 더 각진 디자인으로 변경되었으며 기본 애플리케이션 아이콘의 디자인도 변경되었다. 또한 알림창에 전원 메뉴 버튼이 추가되었으며 기본앱에서 홈화면으로 이동할 때 아이콘이 움직인다.

## 적용 기기

### LG UX 4.0/4.0
- LG UX 4.0

- -     - LG G4 계열
    - LG 밴드플레이
    - LG 와인 스마트재즈
    - LG K10
    - LG 클래스
    - LG G3(업그레이드 추가)
    - LG G3 Cat.6(업그레이드 추가)
    - (LG G3 Beat, LG G3 A, G3 Screen, G3 S는 안드로이드 6.0 업그레이드가 되지 않아LG UX 4.0이 지원되지 않았다.)
    - LG G 스타일로 (업그레이드 추가)
    - LG G 플렉스 2 (업그레이드 추가)

  - LG UX 4.0+
    - LG V10

### LG UX 5.0/5.0+
- - LG UX 5.0
    - LG G5
    - LG 스타일러스 2
    - LG X 스크린
    - LG X 파워
    - LG X 캠
    - LG X 스킨
    - LG X5
    - LG U

  - LG UX 5.0+
    - LG V20
    - LG X300
    - LG X400
    - LG X500
    - LG Q8

### LG UX 6.0/6.0+

#### LG UX 6.0
- - LG G6
  - LG G6+
  - LG 폴더

#### LG UX 6.0+
- - LG Q6
  - LG Q6+
  - LG V30
  - LG V30+
  - LG V20

### LG UX 7.0
- LG G7 ThinQ
- LG G7+ ThinQ
- LG Q9
- LG Q7
- LG Q7+
- LG V35 ThinQ
- LG Q8(2018)
- LG V40 ThinQ
- LG X4 (2019)

### LG UX 8.0
- LG G8 ThinQ
- LG V50 ThinQ
- LG K50
- LG X6
- LG X2 (2019)
- LG K40S
- LG K50S
- LG Q70
- LG G Pad 5 10.1
- LG V40 ThinQ
- LG V30 ThinQ
- LG V30+ ThinQ
- LG V30S ThinQ
- LG V30S+ ThinQ
- LG Q8 (2018)
- LG Q7
- LG Q7+
- LG G6 ThinQ
- LG G6+ ThinQ
- LG V20
- LG X2
- LG X5 (2018)
- LG X4 (2019)
- LG Q9
- LG 폴더2

### LG UX 9.0
- LG V50S ThinQ
- LG Q51
- LG Q61
- LG Stylo 6
- LG G8 ThinQ
- LG V50 ThinQ
- LG G7 ThinQ
- LG V40 ThinQ
- LG V35 ThinQ
- LG Q70

### VELVET UI
- LG V60 ThinQ
- LG VELVET
- LG Q92
- LG Q52
- LG Q31
- LG V50 ThinQ
- LG G8 ThinQ
- LG V40 ThinQ
- LG X6
- LG G7 ThinQ
- LG V50S ThinQ
- LG Q70
- LG V35 ThinQ
- LG Q51
- LG Q61

### WING UI
- LG 윙
- LG V50 ThinQ
- LG G8 ThinQ
- LG V40 ThinQ
- LG X6
- LG G7 ThinQ
- LG V50S ThinQ
- LG Q70
- LG V35 ThinQ
- LG Q51
- LG Q61

### LG UX 10.0
- LG VELVET 2 Pro